# Kumrat

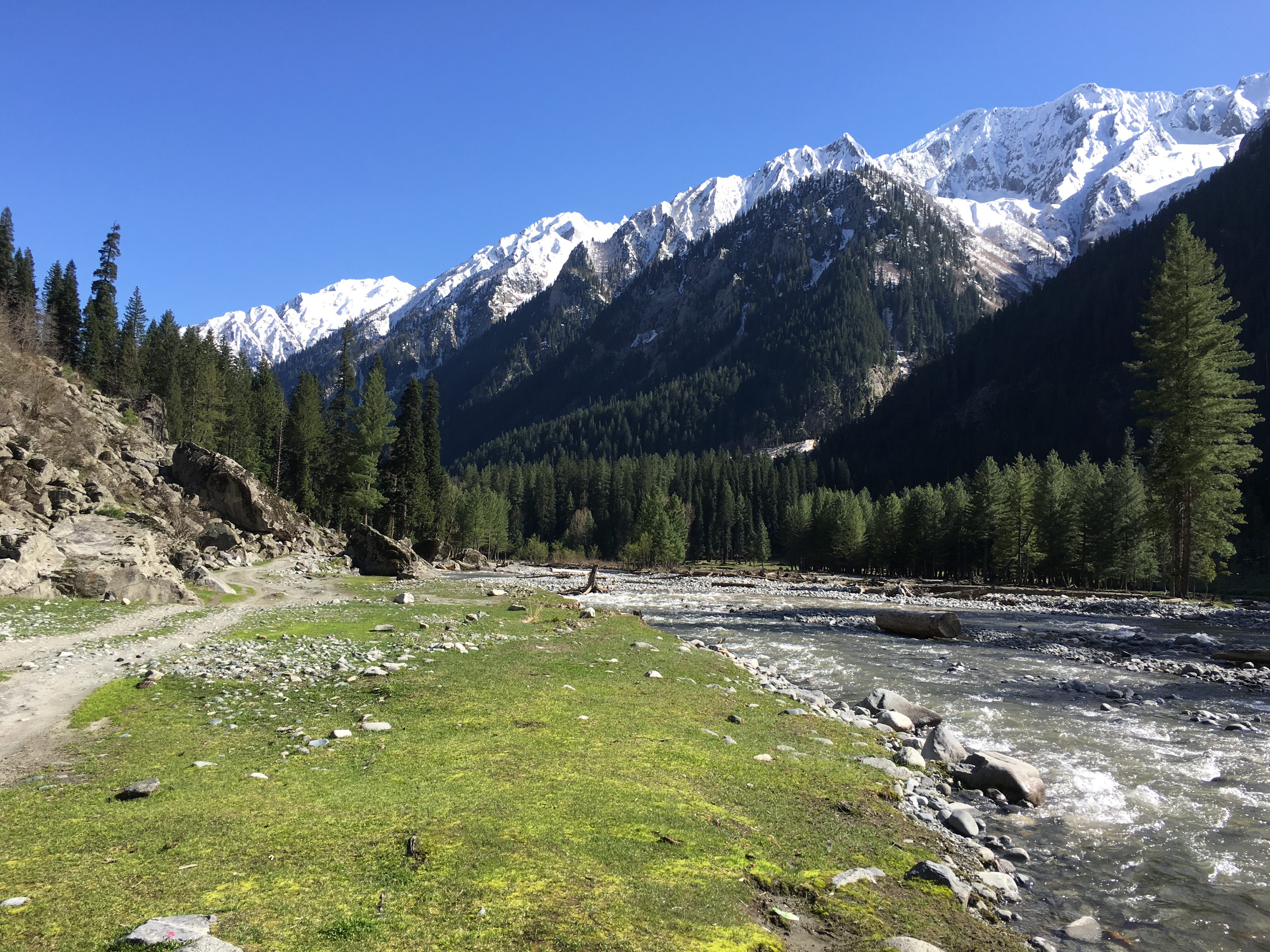
La vallée de Kumrat.

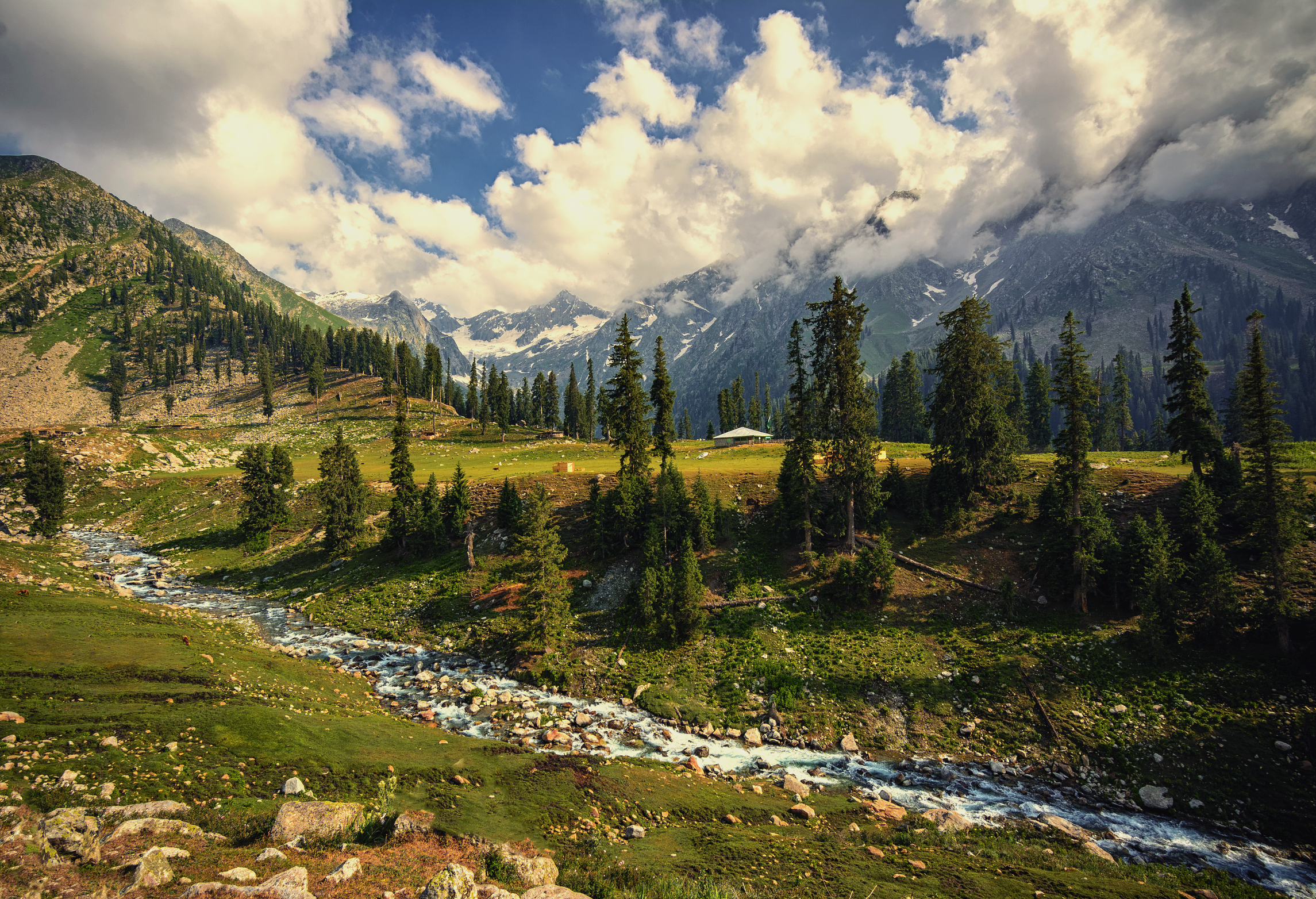
jahaz banda, dans les hauteurs de Kumrat. Juin 2017.

Kumrat (Ourdou: کُمراٹ) est une vallée dans le district du Haut-Dir dans la province Khyber Pakhtunkhwa au Pakistan. La vallée est peuplée par des Pachtounes. La langue parlée dans la vallée est le Pachto.